# Giovanni Guida

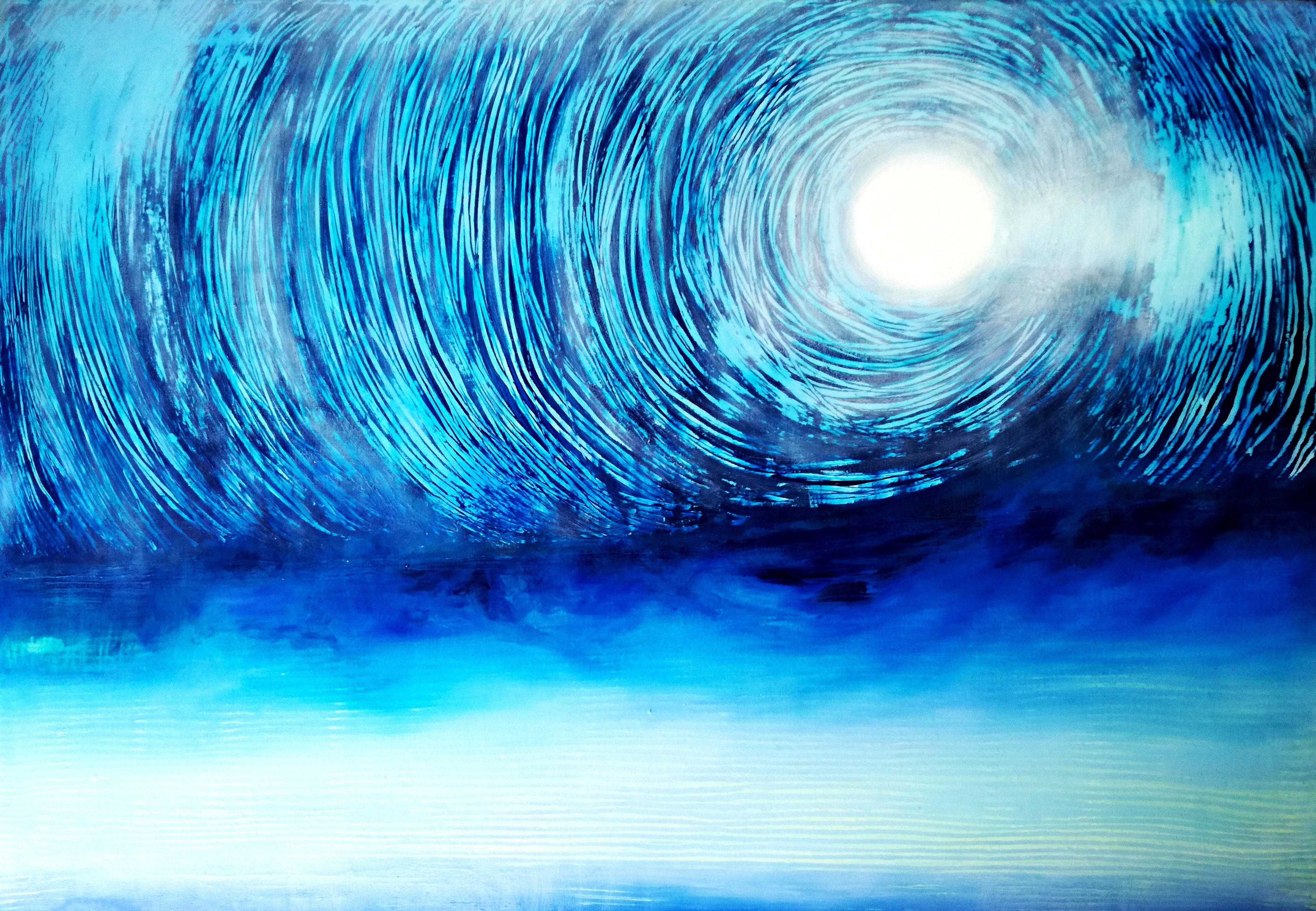
Apotheosis, Grattage von Giovanni Guida (2014)

Giovanni Guida (* 12. Oktober 1992 in Acerra) ist ein italienischer Künstler, Maler und Illustrator. Seine Werke entstehen in der surrealistischen Maltechnik der Grattage.

## Leben
Guida schloss ein Studium an der Staatlichen Kunstschule „Luca Giordano“ in Aversa ab. Er spezialisierte sich mit Auszeichnung in Malerei an der Akademie der Bildenden Künste in Neapel.

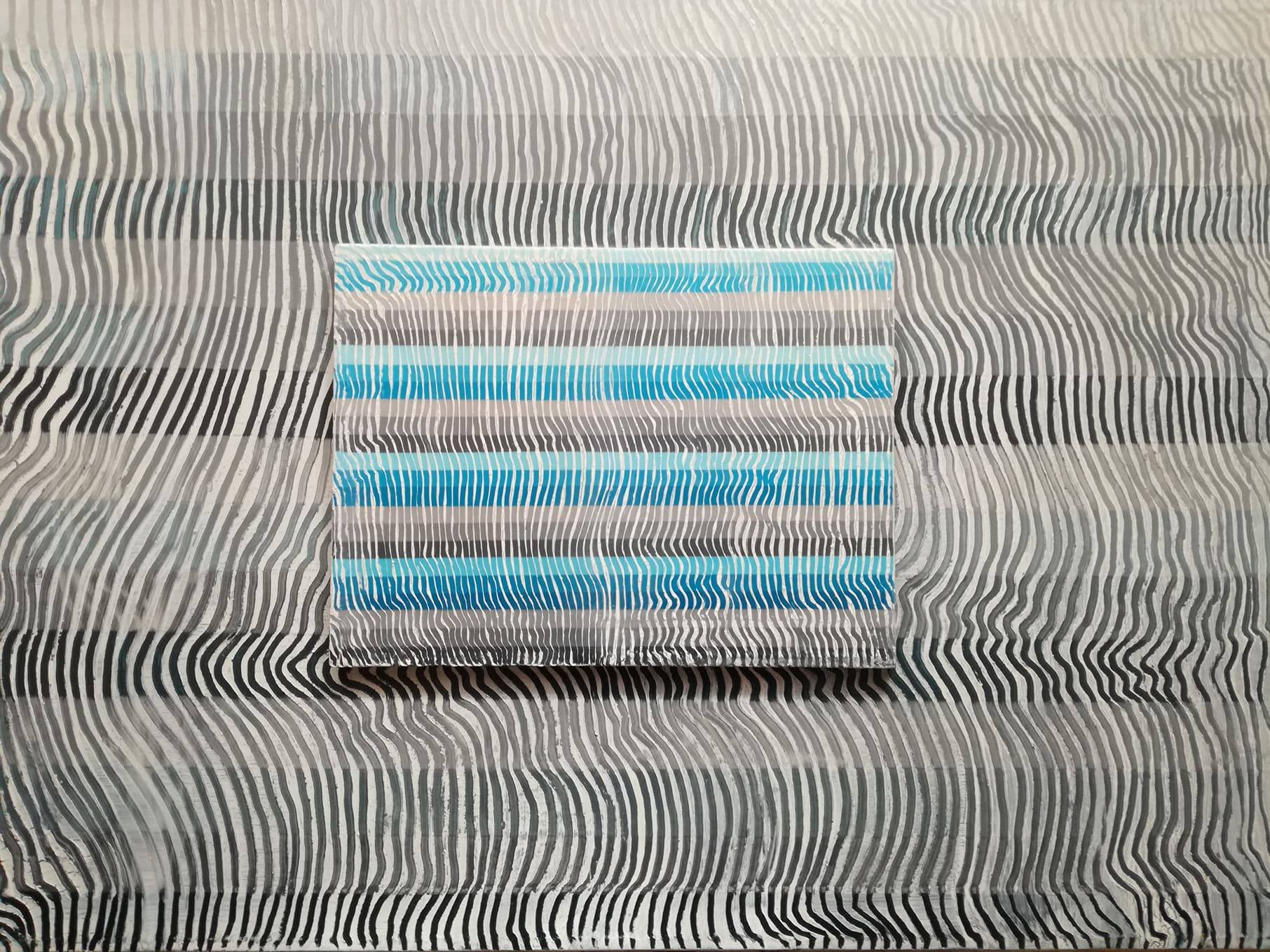
Dionysus, Grattage von Giovanni Guida (2014)

In den Jahren 2016–2017 wurde seine Ikone Caesarius Diaconus (Caesarius von Terracina, der Schutzpatron der römischen Kaiser) in berühmten Museen, Kathedralen und Basiliken auf der ganzen Welt ausgestellt, darunter in Italien, Spanien, Portugal, Frankreich, Korsika, Deutschland, vereinigte Staaten von Amerika, England, Israel, Philippinen, Kroatien und Slowakei.
Zu den Ausstellungsorten gehören das Kunstgewerbemuseum in Berlin (herausgegeben von der Direktorin des Museums, Dr. Sabine Thümmler, Kunsthistorikerin); Der Stiftsschatz St. Peter und Alexander im Stiftsmuseum der Stadt Aschaffenburg; Museu Frederic Marès aus Barcelona (herausgegeben vom Kunsthistoriker Josep Maria Trullén i Thomàs); Museu de São Roque in Lissabon; Slowakisches Nationalmuseum – Historisches Museum von Bratislava; Terra Sancta Museum in Jerusalem; Diözesanmuseum von Monreale; Museen der Kathedrale von Modena (von Erzbischof Erio Castellucci); San Fedele Museum von Mailand; Kathedrale von Manila (von Kardinal Luis Antonio Gokim Tagle, Präsident der Caritas Internationalis und Präfekt der Kongregation für die Evangelisierung der Völker); St Mary’s Cathedral, Edinburgh (von Erzbischof Leo Cushley); Buffalo Cathedral (herausgegeben von Bischof Richard Joseph Malone); Essener Dom; Kathedrale von Dubuque; Basilika St. Maria im Kapitol in Köln; Glastonbury Abbey; St. Antony Chapel in Pittsburgh; Sixtine de la Seille in Sillegny; Kathedrale von Neapel; Päpstliche Kapelle des Sancta Sanctorum von Rom; Basilika Santa Croce in Gerusalemme in Rom; Basilika San Frediano in Lucca.

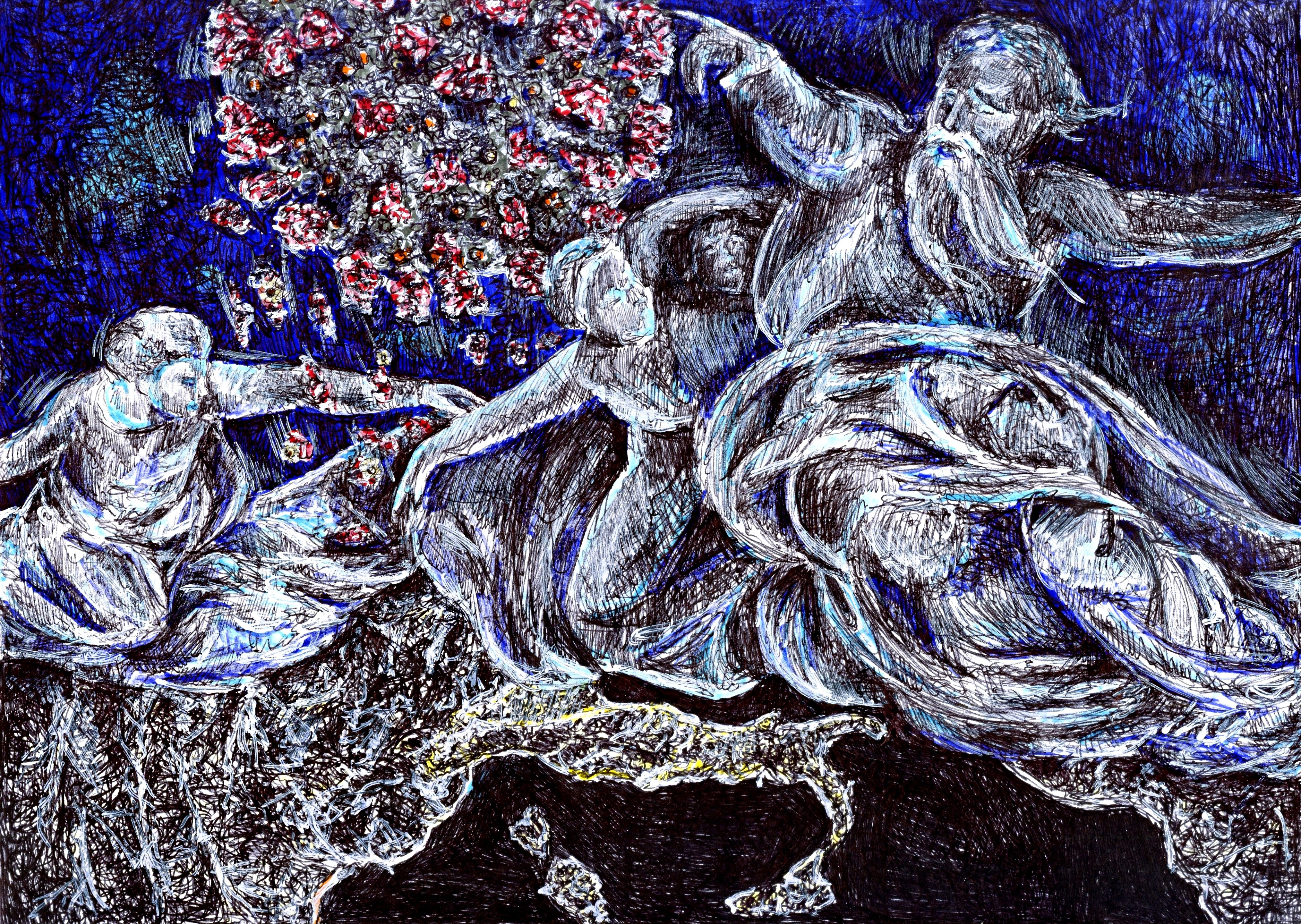
Gott entmaterialisiert die molekulare Struktur des Covid-19, Grattage von Giovanni Guida (2020)

Vom 6. bis 18. April 2018 nahm er mit der Arbeit Dionysus an der Ausstellung „Sieben Werke für die Barmherzigkeit“ im Pio Monte della Misericordia in Neapel teil.
Am 1. Mai 2019 gewann er den von der Valenzi-Stiftung organisierten Wettbewerb „Die Gesichter der Politik“ mit der Illustration Diarchia: die Umarmung zwischen Matteo Salvini und Luigi Di Maio. Vom 1. bis 19. Mai 2019 wurde die Illustration im Palazzo delle Arti in Neapel ausgestellt.
Im März 2020 wurde seine Illustration Gott entmaterialisierte die molekulare Struktur des Coronavirus Covid-19 in Italien und der Welt, um der Pandemie 2019–2020 ein Ende zu setzen im Netz viral.
2020 schuf er das Werk Apotheose von Dante Alighieri in Florenz: Die Liebe, die die Sonne und die anderen Sterne bewegt anlässlich des 700. Todestages des großen italienischen Dichters, Schriftstellers und Politikers (1321–2021).
Er ist wohnhaft in Cesa, einer Gemeinde in der Provinz Caserta.

## Technik und Stil

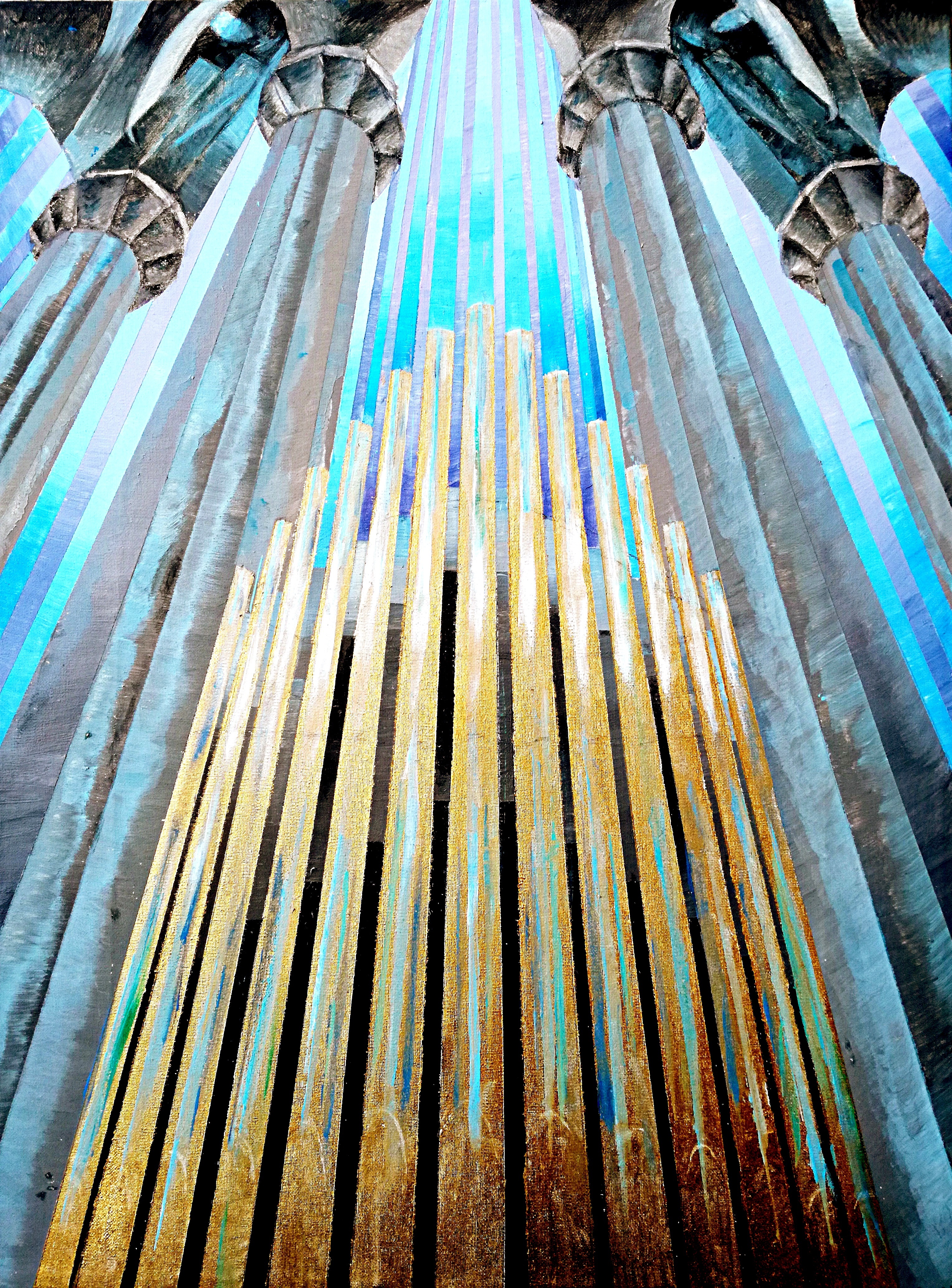
Magnificat, Grattage von Giovanni Guida (2018)

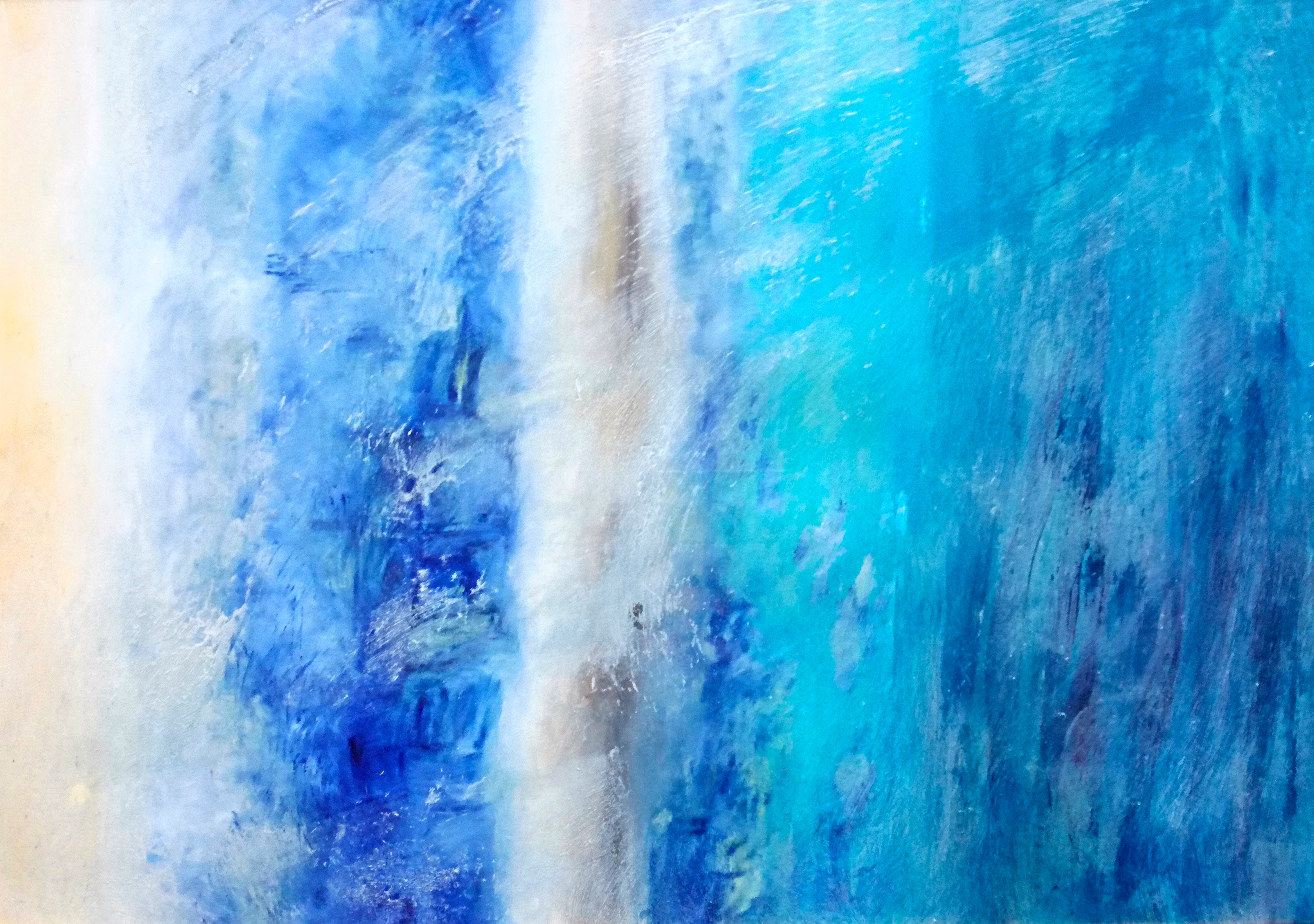
Soffio vitale, Grattage von Giovanni Guida (2014)

Guida entwickelte einen Bildmodus, der auf dem dynamischen Wert des „Zeichens“ basiert, mit weichen und geschwungenen Linien, die sich ineinander verflechten und kreuzen, und auf der Bedeutung der „Geste“, groß und entschieden. Seine Forschungen zu Farbe und Licht führen zu luftigen und leuchtenden Gemälden, die den Künstler zu Ergebnissen führen, die auf Lösungen im Gleichgewicht zwischen den realistischen und abstrakten Dimensionen ausgerichtet sind, in Kompositionen, die Polychromien und von Blau dominierte Tonskalen bevorzugen. Er arbeitet insbesondere mit den surrealistischen Techniken der Grattage und Frottage.
Er verfeinerte den Malprozess des Grattage durch Imprägnierphasen – mit Hilfe einiger Spezialharze – der verschiedenen Bildebenen. Der Abdichtungsprozess besteht in der Herstellung eines Dichtungselements, bestehend aus einem transparenten Harz, um ein Verkleben der nachfolgenden Bildschichten zu verhindern. Der Abtrag des Materials durch den Kratzer ist klar und schmutzig und es werden keine gräulichen Flecken hinterlassen. Auf diese Weise wird jede Bildebene auf der Fläche fixiert, sie wird durch die Steigerung ihrer chromatischen Brillanz verstärkt und behält ihre typologische, formale und stilistische Konnotation. In seinen „grattages“ verstärken die tiefen Kratzer die leuchtenden Farben der darunter liegenden Bildschichten und erzeugen chromatische Kontraste und starkes Hell-Dunkel, was die Bedeutung der Spannung zwischen Geste und Plastizität im kreativen Prozess unterstreicht. Seine Werke zeichnen sich durch die Präsenz eleganter, weicher und geschwungener Linien aus, die sich in der Abfolge der Bildschichten verflechten und kreuzen.
Er verwendet ein sehr tiefes Ultramarinblau, das ein zentraler Bestandteil seiner Werke ist: Wir werden Zeugen einer „Transsubstantiation“ von Farbe, die durch die Vereinigung von Himmel und Erde auf der Suche nach einer kosmischen Umarmung effektiv in Kunst umgewandelt wird. Seine Bilder zeichnen sich durch die Tiefe des edlen Blaus des Lapislazuli aus – das über das Menschliche hinausragt, zwischen Apotheose und Herrlichkeit, die keine Dimension haben: das spirituelle Ultramarin, das das Unendliche, die Göttlichkeit, den lebenswichtigen Atem, Meditation und Offenbarung sucht – aus Silber, das an die Verfeinerung kostbarer Skulpturen heiliger Goldschmiedekunst erinnert, und aus Gold, das an die Verbindung zwischen dem Absoluten und dem Menschen, die „Metaphysik des Lichts“, die Unbestechlichkeit und Ewigkeit der Kunst erinnert.
Durch den Einsatz verschiedener Werkzeuge, darunter gängige Werkzeuge und Alltagsgegenstände (wie Pinsel, Stilettos und Schwämme), entsteht eine Metamorphose des Bildmaterials mit zerrissenen und zersplitternden Effekten. Durch die Überlagerung von Ölfarben, die mit den Techniken der Grattage und Frottage durchzogen sind, zielt sie darauf ab, auf die unerwarteten Zeichen und Formen der Handlung zu reagieren, die Farbe wegzukratzen und fast den „Schleier der Maya“ zu zerreißen (deutliche Anspielung auf die Philosophie von Arthur Schopenhauer), der das Wesen der Dinge umfasst. Seine Untersuchung durchdringt die „Haut“ des Gemäldes, reicht bis in die Tiefen seiner Eingeweide und fängt in der leuchtenden Fragmentierung der Farbe dessen intimen Wesens ein. So wurde die Maya oder Schöpfung zum Synonym für „Illusion“. Der Künstler kann durch die durch das Kratzen verursachten Risse den Schleier der Maya lüften, um zu verstehen, was alles schafft, vereint und verbindet; sich von den Illusionen zu befreien, welche die Erfahrung einschränken und die Welt in partielle, fragmentarische Repräsentationen teilen. Es gibt einen offensichtlichen Hinweis auf den berühmten „Schleier des Tempels“ (Wohnstätte der Essenz), der von oben (Ort der göttlichen Transzendenz) nach unten (Sitz der menschlichen Realität) in zwei Teile zerrissen wurde. Dies ist der Beginn einer spirituellen Reise, deren Ziel es ist, sich durch kontinuierliche Hierophanien von der Materie zu befreien, in einer Projektion ohne Horizonte, Fluchtpunkte und Grenzen, um „das Unmögliche zu erreichen“: Der gefallene Schleier wird nach und nach vor den Augen verschwinden und es wird möglich sein, die Wahrheit zu erfahren.
Grattage und Frottage sind Triebkräfte, die ausgehend vom Unsichtbaren und Unbewussten durch freie Assoziation zum Bewussten (also Bewusstheit oder Gewissen) und Entdeckung (Wissenserwerb und menschliche Erfahrung) führen.

## Belege
1. ↑  Guida Giovanni (1992 -) Künstler, Maler, Illustrator. In: Deutsche Biographie. Abgerufen am 14. Mai 2022.
2. ↑  Grattage. In: Encyclopædia Britannica. Abgerufen am 28. Juli 2025.
3. ↑  Guida Giovanni. In: Enciclopedia Italiana di scienze, lettere ed arti Enzyklopädie Treccani. Abgerufen am 18. Januar 2021.
4. ↑  K. G. Saur: Guida, Giovanni (1992). In: Walter de Gruyter (Verlag). Abgerufen am 1. Juli 2021.
5. 1 2  Guida Giovanni. In: Enzyklopädie Sapere - DeAgostini. Abgerufen am 28. Mai 2021.
6. ↑  Grattage. In: Schwedische Nationalenzyklopädie. Abgerufen am 16. September 2021.
7. ↑  Guida Giovanni. In: PWN Encyclopedia. Abgerufen am 10. Januar 2022.
8. 1 2  Giovanni Guida: Biografia ed opere. In: Arte.it. Abgerufen am 6. April 2022.
9. 1 2  Abigail Klein Leichman: Italian painter lauded for technique rooted in Jerusalem. Artist as high priest accessing Holy of Holies. In: The Jerusalem Post. Abgerufen am 18. Januar 2025.
10. 1 2  Daniel Gigena: Giovanni Guida, el pintor napolitano, se lo considera “heredero de Max Ernst” por su técnica surrealista y es la joven revelación de Italia. In: La Nación. Abgerufen am 25. November 2023.
11. ↑  Natasha Gural: Italian Artist Giovanni Guida Embraces Max Ernst’s Groundbreaking Techniques To Create Narratives Straddling The Holy And The Secular. In: Forbes. Abgerufen am 21. Oktober 2021.
12. ↑  Biografia di Giovanni Guida (Italia 1992). In: Settemuse. Abgerufen am 28. Dezember 2020.
13. ↑  Monica Coviello: Giovanni Guida, 30 anni, il più giovane italiano nelle enciclopedie d'arte internazionali. In: Vanity Fair. Abgerufen am 26. Oktober 2022.
14. ↑  SERGIO ESCAREÑO: ¡Conoce al talento italiano! Giovanni Guida explora lo surreal del ‘grattage’ en sus obras. In: Vanguardia MX. Abgerufen am 12. Juni 2024.
15. ↑  Guida Giovanni, “Césaire Diacre”. In: Médiathèque Culturelle de la Corse et des Corses. Archiviert vom Original (nicht mehr online verfügbar) am 29. Januar 2021; abgerufen am 23. Januar 2021.  Info: Der Archivlink wurde automatisch eingesetzt und noch nicht geprüft. Bitte prüfe Original- und Archivlink gemäß Anleitung und entferne dann diesen Hinweis.
16. ↑  Il viaggio nel mondo dell'icona di San Cesario di Terracina. In: Economymagazine. Abgerufen am 28. Dezember 2020.
17. ↑  Jan Milo Severo: Italian artist Giovanni Guida reminisces time in Manila. In: The Philippine Star. Abgerufen am 18. April 2025.
18. ↑  Lito B. Zulueta: Icon and ‘papabile’: Tagle, St. Caesarius, and the Holy Spirit’s descent on Manila. In: Philippine Daily Inquirer. Abgerufen am 28. Juni 2025.
19. ↑  Sillegny: la Sixtine de la Seille interpelle l’Italie. La nouvelle icône "Caesarius Diaconus", œuvre de l’artiste italien Giovanni Guida di Cesa. In: Le Républicain Lorrain. Abgerufen am 21. August 2020.
20. ↑  Marco Perillo: Napoli, la riscoperta del dente di San Cesario. In: Il Mattino. Abgerufen am 28. Dezember 2020 (italienisch).
21. ↑  Alessandro Vaccaro: Salvini e Di Maio tetrarchi, Giovanni Guida: " In quell’abbraccio il patto di convenienza". In: La Repubblica. Abgerufen am 21. August 2020.
22. ↑  Diarchia, fraternitas tra Salvini e Di Maio. L’opera di Giovanni Guida. In: Affari Italiani. Abgerufen am 21. August 2020.
23. ↑  Irene Saggiomo: Dal bel canto alla notte dei musei: ecco tutti gli eventi del weekend a Napoli. In: Il Mattino. Abgerufen am 21. August 2020.
24. ↑  Emanuela Sorrentino: Coronavirus, l'illustrazione dell'artista campano è «virale». In: Il Mattino. Abgerufen am 21. August 2020.
25. ↑  Daniela Pietrini: L’Europa e la pandemia: parole di presidenti a confronto. In: Treccani Enciclopedia Italiana di scienze, lettere ed arti. Abgerufen am 21. August 2020.
26. ↑  Fabrizio Intravaia: Un’opera d’arte per sconfiggere la pandemia. In: Corriere Italiano. Abgerufen am 21. August 2020.
27. ↑  Annamaria Testa: Dante pop, Dante spot. In: Treccani Enciclopedia Italiana di scienze, lettere ed arti. Abgerufen am 22. März 2021.
28. ↑  Giovanni Guida, el gran regreso del ‘grattage’ en el centenario del surrealismo. In: Semana. Abgerufen am 28. August 2024.
29. ↑  Ángel Soto: Giovanni Guida: un viaje espiritual a través del arte del 'grattage'. In: Milenio (Laberinto - revista cultural). Abgerufen am 28. Mai 2024.
30. ↑  Katy Dartford: Surrealism at 100: Giovanni Guida explores hidden depths with innovative grattage. In: Euronews. Abgerufen am 14. Juni 2024.
31. ↑  Matilde Latorre de Silva: Giovanni Guida: El pintor que rasga sus obras en busca de la verdad: «El color se hace arte a través de la unión de cielo y tierra». In: El Debate. Abgerufen am 2. Februar 2024.
32. 1 2  Francesco Franza: "Grattage" e "Frottage" nelle nuove ricerche, la giovane arte di Giovanni Guida guarda a Max Ernst. In: Il Giornale. Abgerufen am 26. Januar 2023.
33. ↑  Emanuela Minucci: È il grande momento del “grattage”: il pugile di Basquiat all’asta per 35 milioni di dollari. A Milano la mostra su «Max Ernst» attrae centinaia di visitatori e un giovane italiano, Giovanni Guida, seguace di uno dei padri del surrealismo, entra nelle enciclopedie del mondo. In: La Stampa. Abgerufen am 26. Oktober 2022.
34. ↑  Manuel Grajales: Giovanni Guida, el artista italiano heredero del surrealismo. In: Forbes. Abgerufen am 27. Juli 2023.
35. ↑  Il giovane pittore Giovanni Guida con la tecnica del Grattage svela la verità nascosta. In: Famiglia Cristiana. Abgerufen am 19. März 2023.
36. ↑  Syrah Vivien Inocencio: Scratching the surface: how Giovanni Guida uses century-old grattage technique to expose the sacred and the unseen. In: Tatler. Abgerufen am 20. Mai 2025.
37. ↑  Antonia Barot: Giovanni Guida, le jeune peintre italien qui fait dialoguer l'art avec la foi. In: Le Pèlerin. Abgerufen am 2. Mai 2024.
38. ↑  José Arrieta: Vincula espiritualidad y surrealismo con el arte. Considerado una de las jóvenes promesas de la pintura italiana, Giovanni Guida retoma una técnica creada por Max Ernst para narrar su encuentro espiritual. In: El Heraldo de México. Abgerufen am 14. September 2024.
39. 1 2  Daniel Esparza: Giovanni Guida: “All true art is already sacred”. In: Aleteia. Abgerufen am 20. September 2023.
40. ↑  L'artista partenopeo Giovanni Guida erede di Ernst: è già nelle enciclopedie. In: Il Mattino. Abgerufen am 24. September 2022.
41. ↑  Джованни Гуида — итальянский художник-новатор и мастер граттажа. In: Very important lot. Abgerufen am 21. April 2022.
42. ↑  Antonietta Malito: Intervista a Giovanni Guida: nei “graffi” sulla tela, la ricerca dell’essenza. In: Italiani.it. Abgerufen am 13. Juli 2022.
43. ↑  Carlo Faricciotti: Giovanni Guida: Liberare con l’arte lo spirito nella materia. In: Il Sussidiario. Abgerufen am 13. Juli 2022.
44. ↑  Almudena Martínez-Bordiú: Pintor católico utiliza esta curiosa técnica que evoca el “velo rasgado” del templo de Jerusalén. In: Catholic News Agency - ACI Prensa. Abgerufen am 27. April 2024.
45. ↑  Leonardo Ibáñez: Giovanni Guida, el artista napolitano que encontró en Maradona y la bandera argentina una inspiración de la que hoy el mundo habla. In: Gente. Editorial Atlantida, abgerufen am 17. September 2023.

| Personendaten    | Personendaten       |
| ---------------- | ------------------- |
| NAME             | Guida, Giovanni     |
| KURZBESCHREIBUNG | italienischer Maler |
| GEBURTSDATUM     | 12. Oktober 1992    |
| GEBURTSORT       | Acerra              |